# تپه باغلوجه آقا
تپه باغلوجه آقا مربوط به دوران‌های تاریخی پس از اسلام است و در شهرستان زنجان، روستای باغلوجه واقع شده و این اثر در تاریخ ۵ آذر ۱۳۸۰ با شمارهٔ ثبت ۴۲۳۹ به‌عنوان یکی از آثار ملی ایران به ثبت رسیده‌است.